# Lucio Lucrecio Tricipitino
Lucio Lucrecio Tricipitino, cónsul romano en el año 462 a. C. con Tito Veturio Gémino Cicurino como colega, era hijo del dos veces cónsul (508 y 504 a. C.) Tito Lucrecio Tricipitino.
Durante su consulado, cayó sobre los volscos cuando estos últimos regresaban de una invasión del territorio romano cargados de botín, aniquilando a casi todo el ejército enemigo. Obtuvo, en consecuencia, el honor de un triunfo.
En el año siguiente (461 a. C.), dirigió la defensa de Cesón Quincio que había sido llevado a juicio por los tribunos de la plebe Aulo Virginio y Marco Volscio Fictor  por atentar contra la sacrosanta figura de los tribunos de la plebe y por asesinato.
Tricipitino es mencionado por Dionisio de Halicarnaso (xi. 15) como uno de los senadores que hablaron a favor de la abolición del decenvirato en el año 449 a. C.